# Śāntarakṣita

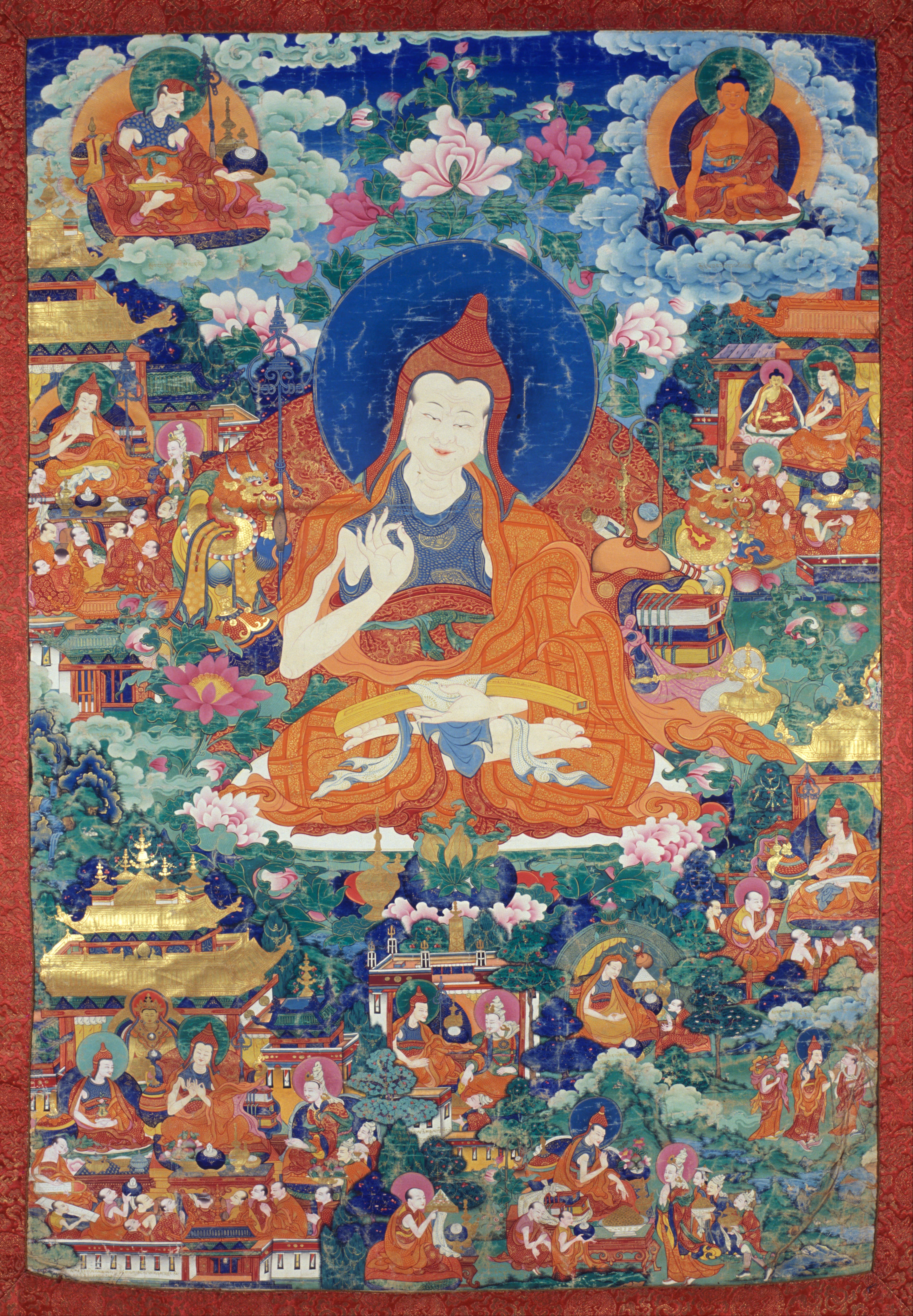
Målning från 1800-talet av Śāntarakṣita och biografiska episoder ur hans liv.

Śāntarakṣita (Sanskrit; Wylie: zhi ba 'tsho), född 725, död 788, var en buddhistisk munk, filosof och abbot vid klostret Nalanda i norra Indien.
Två gånger reste han till Tibet, och stannade därefter i Tibet under de sista femton åren av sitt liv. I Tibet grundade han klostret Samye, vigde de första tibetanska munkarna, och påbörjade översättningen av buddhistiska texter till tibetanska.
Hans mest kända verk är Tattvasamgraha och Madhyamakalamkara. I Tattvasamgraha analyserar han buddhistisk och ickebuddhistisk indisk filosofi. I Madhyamakalamkara presenterar han sin egen filosofiska idé, som benämnts yogacara-svatantrika-madhyamaka. Enligt denna filosofi är alla objekt produkter av sinnet, en idé som kommer från den filosofiska skolan yogacara. Filosofin menar dessutom att sinnet saknar en egen existens, en idé som kommer från den filosofiska skolan madhyamaka. Detta är dock inte en nihilistisk filosofi, utan Śāntarakṣita menade snarare att en direkt upplevelse av verkligheten kunde fås genom konceptfri meditation, som kulminerar i upplysning.